# Down with the Clique
A Down with the Clique Aaliyah amerikai énekesnő kislemeze első, Age Ain’t Nothing but a Number című albumáról. A kislemez csak az Egyesült Királyságban jelent meg – ahol ez lett az énekesnő negyedik Top 40 slágere –, az USA-ban a No One Knows How to Love Me Quite Like You Do volt az album negyedik (egyben utolsó) kislemeze 1995 júniusában.
A dal videóklipjét Aaliyah előző három videóklipjéből – Back & Forth, At Your Best (You Are Love), Age Ain’t Nothing but a Number – állították össze.

## Változatok
CD kislemez (Egyesült Királyság)
1. Down with the Clique (Madhouse Mix Radio Edit I) – 3:00
2. Down with the Clique (LP version) – 3:21
3. Down with the Clique (Dancehall Mix) – 3:30
4. Down with the Clique (Madhouse Mix Radio Edit II) – 3:24
5. Down with the Clique (Madhouse Mix Instrumental) – 3:13

12" kislemez (Egyesült Királyság)
1. Down with the Clique (Madhouse Mix Radio Edit I) – 3:00
2. Down with the Clique (Madhouse Mix Instrumental) – 3:13
3. Down with the Clique (Dancehall Mix) – 3:30
4. Down with the Clique (Madhouse Mix Radio Edit II) – 3:24

## Helyezések
| Slágerlista (1994)   | Legfelső helyezés |
| -------------------- | ----------------- |
| Brit Top 75 kislemez | 33                |